# Noemí Goldman
Noemí Lidia Goldman (Tucumán, República Argentina, 1956) es una historiadora argentina, profesora titular de la Universidad de Buenos Aires e investigadora principal del Consejo de Investigaciones Científicas y Técnicas (CONICET). Sus principales contribuciones se inscriben en los campos de la historia política, de la cultura y de los conceptos en Argentina e Hispanoamérica en el período iniciado con la crisis del régimen colonial a fines del siglo XVIII y hasta mediados del siglo XIX, décadas signadas por los esfuerzos por construir estados independientes en la región. Ha publicado libros, artículos, y capítulos de libros en Argentina, Francia, Canadá, México, Inglaterra, España, Brasil y Alemania. 

## Biografía
Egresó como licenciada en historia por la Facultad de Filosofía Letras de la Universidad de Tucumán en 1979. Realizó sus estudios de posgrado en la Universidad de París I-Panteón-Sorbona donde obtuvo una maestría en historia y en 1985 el título de doctora en Historia y Civilizaciones con la tesis titulada Moreno et l'émancipation américaine le cas du Río de la Plata étude critique de la référence au jacobinisme bajo la dirección del destacado historiador de la revolución francesa, Albert Souboul, hasta su fallecimiento, y de la orientación de Pierre Vilar.
De regreso a la Argentina, se incorporó al Consejo de Investigaciones Científicas y Técnicas (CONICET), en 1985, organismo que continúa integrando como Investigadora principal. Como docente se ha desempeñado, fundamentalmente en la Facultad de Filosofía y Letras de la Universidad de Buenos Aires. En esta casa de estudios fue profesora regular adjunta de Historia de los Sistemas Políticos durante los años 1987-1989. En este último año, en la misma Facultad fue designada profesora de la materia Historia Argentina (1776-1862), cargo que desempeña en condición de profesora regular desde 1996.
Ha dictado cursos y seminarios de posgrado en las más importantes instituciones académicas del país (Universidad de Buenos Aires, Universidad de Luján, Universidad de Tucumán, Universidad de Salta, Universidad de Córdoba y la Universidad del Litoral) y también en el exterior en calidad de profesora visitante (El Colegio de México, l’École des Hautes Etudes en Sciences Sociales (EHESS) París, Francia y l'Ecole Normale Supérieure, Lettres et Sciences Humaines, Lyon, entre otras instituciones).
En el año 2019 asumió la dirección del Instituto de Historia Argentina y Americana "Dr. Emilio Ravignani", Instituto Universidad de Buenos Aires-CONICET, con sede en la Facultad de Filosofía y Letras de dicha Universidad.
Ha participado en varios programas de investigación internacionales. Entre ellos cabe mencionar el proyecto y red transnacional de “Historia Comparada de los Conceptos Políticos y Sociales Iberoamericanos” (Iberconceptos). En este proyecto fue responsable de la coordinación argentina entre 2004 y 2014.  Actualmente coordina el grupo sobre  “Traducción y transferencias conceptuales (siglos XVIII y XIX)” del mismo proyecto.  Además, forma parte del proyecto internacional "Aproximación interdisciplinar a los lenguajes jurídico-políticos de la modernidad euroamericana. Dimensiones espacio-temporales” que, iniciado en 2017, es financiado por el gobierno de España y el Fondo Europeo de Desarrollo Regional (FEDER). 
Su labor en la actuación institucional es también amplia. Fue representante por el Claustro de Profesores en el Consejo Directivo de la Facultad de Filosofía y Letras de la Universidad de Buenos Aires y miembro de diversas comisiones de evaluación científica y comités de edición en el país y en el exterior.
Fue miembro fundador de la Asociación Argentina de Investigadores en Historia (AsAIH), y presidenta durante los dos primeros períodos desde su fundación: 2011-2013 y 2013-2015.

## Premios y reconocimientos
En varias oportunidades -años 1992, 1993 y 1995- recibió el premio a la labor científica que anualmente otorga la Universidad de Buenos Aires. En 2014, la obra en la cual participó como editora, el "Diccionario político y social del mundo iberoamericano" fue premiada como la mejor coedición universitaria en la XVIIIva convocatoria a los Premios Nacionales a la Edición Universitaria de España. Su obra Mariano Moreno. De reformista a insurgente publicada (Buenos Aires, Edhasa, 2016) fue galardonada con el primer premio nacional en la especialidad ensayo histórico 2013-2016 por la Secretaría de Cultura de la Nación, perteneciente al Ministerio de Educación, Cultura, Ciencia y Tecnología. En 2019 fue distinguida por el Ministerio de Educación Nacional y de la Juventud de Francia con el título honorífico “Chévalier dans l´Ordre de Palmes Académiques” por sus méritos en el campos de la cultura y la educación.

## Publicaciones (solo libros)
- El Discurso como objeto de la Historia. El discurso político de Mariano Moreno, Buenos Aires, Hachette, 1989. ISBN 950-506-184-6. 313 páginas.
- Historia y Lenguaje. Los discursos de la Revolución de Mayo, Buenos Aires, Centro Editor de América Latina, 1992. ISBN 950-25-2086-6. 168 páginas. Reedición aumentada: Editores de América Latina, 2000. ISBN987-9282-13.2. 189 páginas.
- Caudillismos rioplatenses. Nuevas miradas a un viejo problema (en col. con Ricardo D. Salvatore), Buenos Aires, Eudeba, 1998. ISBN: 950-23-0730-5. 351 páginas. Reedición 2005.
- Revolución, República y Confederación (1806-1852), colección Nueva Historia Argentina Tomo 3 (dir.) , Buenos Aires, Sudamericana, 1999. ISBN 950-07-1386-1.445 páginas.
- Lenguaje y Revolución. Conceptos políticos clave en el Río de la Plata, 1780-1850 (dir. y ed.), Buenos Aires, Prometeo Libros, 2008, 213 páginas. ISBN 978-987-574-255-0. 212 páginas. Reedición, 2010.
- ¡El pueblo quiere saber de qué se trata!: Historia oculta de la Revolución de Mayo, Buenos Aires, Editorial Sudamericana, 2009. ISBN 950-07-1386-1. 197 páginas. Reedición en formato E-Book., Editorial Sudamericana, 2012. ISBN: 9789500738996.
- Javier Fernández Sebastián (dir.), Cristóbal Aljovín de Losada, João Feres Jr., Noemí Goldman, Carole Leal Curiel, Georges Lomné, José M. Portillo Valdés, Fátima Sá, Isabel Torres, Fabio Wasserman y Guillermo Zermeño (eds.), Diccionario político y social del mundo iberoamericano. Conceptos políticos en la era de las revoluciones, 1750-1850, Madrid: Centro de Estudios Políticos y Constitucionales-Fundación Carolina-Sociedad Estatal de Conmemoraciones Culturales, 2009, tomo 1, 1422 páginas. ISBN 978-84-96411-66.
- Soberanía Volumen 10 (ed.) del Diccionario político y social del mundo iberoamericano. Conceptos políticos fundamentales, 1770-1870 [Iberconceptos-II], Javier Fernández Sebastián (dir.), Madrid: Centro de Estudios Políticos y Constitucionales-Universidad del País Vasco, 10 tomos, 2014, 234 páginas del volumen 10. ISBN 978-84-259-1598-7.
- Mariano Moreno. De reformista a insurgente, Buenos Aires, Edhasa, 2016, 280 páginas. ISBN 978-987-628-3991-1.
- Lenguaje y política. Conceptos políticos clave en el Río de la Plata  (1780-1870) (ed.), Buenos Aires, Prometeo, 2021. ISBN 978-987-8331-44-7.
- Historia de la UBA Tomo I (coord.), Buenos Aires, Eudeba, en prensa, 2021.